# 欧洲连珠锦标赛
欧洲连珠锦标赛是由国际连珠联盟（RIF）举办的连珠比赛，获胜者可以获得“欧洲冠军”头衔。欧洲连珠锦标赛从1994年开始举办。

## 历史
第一届欧洲连珠锦标赛于1994年在爱沙尼亚塔林举办。1995年，国际连珠联盟会员大会决定此后定期举办欧锦赛。同年，第二届欧锦赛在俄罗斯圣彼得堡举行。从1996年开始，欧锦赛改为每两年举办一次。

## 比赛规则
在不同年份，欧洲锦标赛使用不同的比赛模式。1994年和1995年，欧锦赛使用瑞士制。1996年，比赛被分为两个组别，然后冠军通过半决赛和决赛确定。1998年到2002年间，比赛模式类似，不过只有一个组别。自从这以后，在很长的一段时间，比赛都使用瑞士制。在2016年的欧锦赛中，比赛使用循环赛。

## 历届比赛
| 届数 | 年份 | 举办城市           | 冠军                | 亚军                | 季军                  |
| ---- | ---- | ------------------ | ------------------- | ------------------- | --------------------- |
| 1    | 1994 | 塔林               | 阿尔尼斯·韦德曼尼斯 | 斯蒂潘·巴斯科夫     | 伊戈尔·西涅夫         |
| 2    | 1995 | 圣彼得堡           | 亚历山大·克里马辛   | 米哈伊尔·科真       | 弗拉基米尔·斯米扬诺夫 |
| 3    | 1996 | 斯德哥尔摩         | 安度·麦利蒂         | 阿尔迪斯·雷姆斯     | 伊戈尔·西涅夫         |
| 4    | 1998 | 塔林               | 安度·麦利蒂         | 弗拉基米尔·苏什科夫 | 安茨·索索夫           |
| 5    | 2000 | 若夫季沃德         | 亚历山大·克里马辛   | 安茨·索索夫         | 斯蒂芬·卡尔森         |
| 6    | 2002 | 卡雷帕             | 伊戈尔·西涅夫       | 特耐特·泰姆拉       | 巴维尔·马卡罗夫       |
| 7    | 2004 | 波久加             | 亚历山大·卡杜林     | 约翰·伦茨           | 巴维尔·维尔辛尼       |
| 8    | 2006 | 哈夫利奇库夫布罗德 | 安度·麦利蒂         | 亚历山大·卡杜林     | 安茨·索索夫           |
| 9    | 2008 | 圣彼得堡           | 爱伏·欧尔           | 谢尔盖·阿特米耶夫   | 特耐特·泰姆拉         |
| 10   | 2010 | 卡雷帕             | 马克西姆·卡拉谢夫   | 特耐特·泰姆拉       | 米哈伊尔·科真         |
| 11   | 2012 | 苏兹达尔           | 奥列格·菲多金       | 安茨·索索夫         | 尤瑞·塔拉尼科夫       |
| 12   | 2014 | 塔林               | 安茨·索索夫         | 马丁·赫伯马奇       | 巴维尔·马卡罗夫       |
| 13   | 2016 | 塔什干             | 德米特里·叶皮法诺夫 | 约翰·伦茨           | 特耐特·泰姆拉         |
| 14   | 2018 | 塔林               | 丹尼斯·费多托夫     | 爱伏·欧尔           | 马丁·赫伯马奇         |
| 15   | 2022 | 恰纳卡莱           | 弗拉基米尔·苏什科夫 | 德米特里·叶皮法诺夫 | 爱伏·欧尔             |

1. ↑  实际为第3名，第2名为来自中国的棋手汪清清。
2. ↑  实际为第4名，第2名为来自中国的棋手汪清清。
3. ↑  实际为第4名，第3名为来自中国的棋手汪清清。
4. 1 2  根据国际连珠联盟2022年决议，俄罗斯棋手将以“俄罗斯连珠协会”名义参赛，不使用俄罗斯国旗。